# Ischnochiton papillosus
Ischnochiton papillosus is een keverslak uit de familie der Ischnochitonidae. De wetenschappelijke naam van de soort is voor het eerst geldig gepubliceerd in 1845 door C. B. Adams.

## Kenmerken
Ischnochiton papillosus wordt 10 tot 13 millimeter lang. 

## Verspreiding en leefgebied
Deze soort komt voor van zuidwest Florida tot de Florida Keys en West-Indië.